# Univers anti de Sitter
L'univers anti de Sitter est un modèle cosmologique dans lequel le contenu matériel de l'univers est exclusivement composé d'une constante cosmologique de valeur négative. Le nom d'anti de Sitter résulte du fait qu'il forme en un certain sens le pendant de l'univers de de Sitter (du nom de Willem de Sitter qui l'a proposé en 1917), qui possède une constante cosmologique positive.
L'univers anti de Sitter ne correspond pas à un modèle cosmologique réaliste, mais joue un rôle crucial en théorie des cordes, dans le cadre de la correspondance AdS/CFT.

## Forme de la métrique
L'univers anti de Sitter ayant pour contenu matériel une simple constante cosmologique, c'est un espace homogène et isotrope. On peut donc calculer la forme de la métrique dans le formalisme de Friedmann-Lemaître-Robertson-Walker. Elle s'écrit alors :
{\displaystyle {\mathrm {d} }s^{2}=c^{2}{\mathrm {d} }t^{2}-a^{2}(t)\gamma _{ij}{\mathrm {d} }x^{i}{\mathrm {d} }x^{j}},
où c représente la vitesse de la lumière, t une coordonnées de genre temps, le temps cosmique, a le facteur d'échelle, c'est-à-dire l'évolution de la distance séparant deux particules fictives dans cet univers, et où {\displaystyle \gamma _{ij}} représente la métrique de l'espace. La seule inconnue à déterminer est alors la forme de la fonction {\displaystyle a(t)}. Ceci peut être effectué grâce aux équations de Friedmann, qui s'écrivent, à quatre dimensions :
{\displaystyle 3\left({\frac {H^{2}}{c^{2}}}+{\frac {K}{a^{2}}}\right)=\Lambda },
où {\displaystyle \Lambda } représente la constante cosmologique (supposée négative), H le taux d'expansion, c'est-à-dire la quantité {\displaystyle {\mathrm {d} }a/a{\mathrm {d} }t} et K la courbure spatiale. Le fait que la constante cosmologique soit négative implique nécessairement que la courbure spatiale est négative. Il vient alors :
{\displaystyle {\dot {a}}^{2}+Kc^{2}={\frac {1}{3}}\Lambda c^{2}a^{2}},
soit :
{\displaystyle {\dot {a}}^{2}+{\frac {1}{3}}|\Lambda |c^{2}a^{2}=|K|c^{2}},
ce qui se résout immédiatement en :
{\displaystyle a={\sqrt {\left|{\frac {3K}{\Lambda }}\right|}}\;\sin \left({\sqrt {|\Lambda |/3}}\;ct\right)}.
L'univers apparaît donc subir une phase d'expansion issue d'une singularité gravitationnelle, phase qui s'arrête au bout du temps :
{\displaystyle t_{\frac {1}{2}}={\frac {\pi }{2}}{\frac {1}{c}}{\sqrt {\frac {3}{|\Lambda |}}}},
et qui cède à une phase de contraction symétrique terminée par un Big Crunch. En réalité il n'en est rien. L'espace anti de Sitter, tout comme l'espace de Sitter, est statique, aucune quantité géométrique ne varie avec le temps. C'est une situation quelque peu analogue à l'univers de Milne qui peut s'interpréter comme un univers (presque) vide de matière subissant l'expansion de l'univers, ou tout simplement l'espace de Minkowski quadrillé par un système de coordonnées non statique.

## Propriétés mathématiques
L'univers anti de Sitter peut être interprété comme une hypersurface d'équation relativement simple, plongée dans un espace de dimension supérieure et de métrique plate. On parle alors le plus souvent d'espace anti de Sitter. L'espace anti de Sitter est généralement noté {\displaystyle {\mathrm {AdS} }_{n}}, où n représente la dimension de l'espace.